# Stormy Kendrick
Pour les articles homonymes, voir Kendrick.
Stormy Kendrick (née le 6 janvier 1991) est une athlète américaine, spécialiste du sprint.
Elle remporte l'épreuve du 200 m aux Championnats du monde junior d'athlétisme 2010 à Moncton, en 22 s 99 (PB) et en battant la Britannique Jodie Williams qui n'avait pas perdu une compétition depuis 2007. Elle détient aussi une performance de 11 s 36, obtenue à Greensboro le 28 mai 2010.